# Пералес-дель-Пуерто
Пералес-дель-Пуерто (ісп. Perales del Puerto) — муніципалітет в Іспанії, у складі автономної спільноти Естремадура, у провінції Касерес. Населення — 984 особи (2010).
Муніципалітет розташований на відстані близько 250 км на захід від Мадрида, 80 км на північ від Касереса.

## Демографія
Динаміка населення (INE ):